# Piloprepes aemulella
Piloprepes aemulella är en fjärilsart som beskrevs av Walker 1864. Piloprepes aemulella ingår i släktet Piloprepes och familjen praktmalar, Oecophoridae. Inga underarter finns listade i Catalogue of Life.